# FDP-Bundesparteitag 2001
Koordinaten: 51° 15′ 22,1″ N, 6° 44′ 28,6″ O

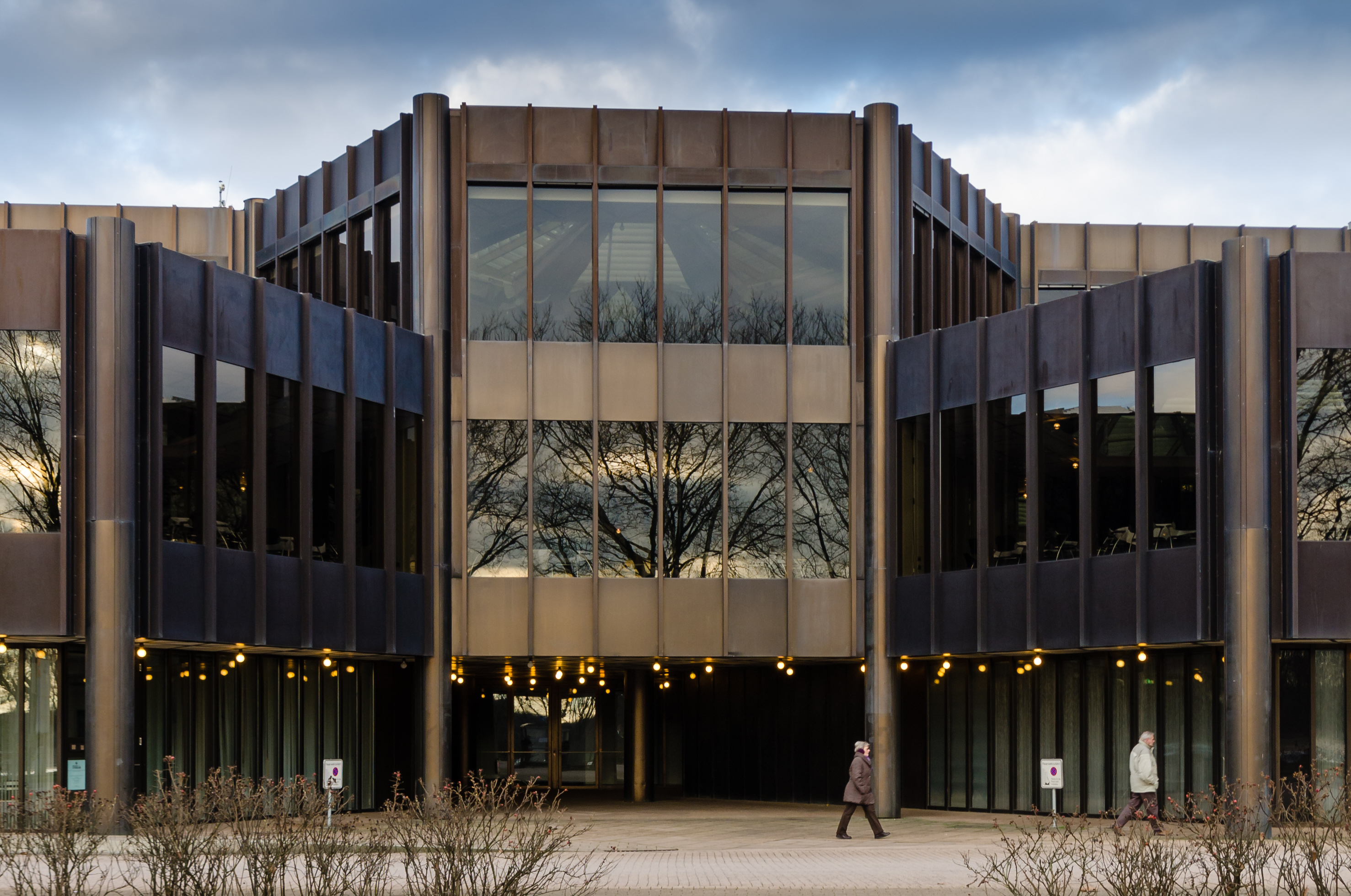
Congress Center Düsseldorf

Den Bundesparteitag der FDP 2001 hielt die FDP vom 4. bis 6. Mai 2001 in Düsseldorf ab. Es handelte sich um den 52. ordentlichen Bundesparteitag der FDP in der Bundesrepublik Deutschland.

## Vorgeschichte
Im Vorfeld des Parteitags stand der Parteivorsitzende Wolfgang Gerhardt in innerparteilicher Kritik. Letztlich musste er nachgeben, und auf dem Dreikönigstreffen 2001 verkündeten Gerhardt, Jürgen Möllemann und Guido Westerwelle, dass Gerhardt nicht mehr antrete und Westerwelle Parteichef werde. Möllemann hingegen wollte unter dem von manchen Teilnehmern als anmaßend empfundenen Titel „Kanzlerkandidat“ Spitzenkandidat für die Bundestagswahl 2002 werden. Auch das von Möllemann formulierte Ziel des „Projektes 18“, nämlich ein Stimmenanteil von 18 % bei den Bundestagswahlen, war sehr ambitioniert.

## Verlauf und Beschlüsse
Höhepunkt des Parteitags war die Wahl von Guido Westerwelle anstelle von Wolfgang Gerhardt zum neuen Vorsitzenden. Bekannt geworden (und Anlass für eine Reihe von Parteiaustritten) waren die Schlussworte der Rede von Westerwelle:

„Auf jedem Schiff, das dampft und segelt, ist einer, der die Sache regelt! Und das bin ich.“

Westerwelle formulierte mit diesen Worten seinen Führungsanspruch. Der Parteitag folgte ihm darin und wählte ihn mit 89,4 % der Delegiertenstimmen zum Vorsitzenden.
In seiner Rede zum „Projekt 18“ begeisterte Jürgen Möllemann den Parteitag. Fritz Goergen schrieb über die Rede:

„Möllemann hatte die Delegierten in einer so unglaublichen Weise besoffen geredet, wie es dem schwer zu vermitteln ist, der nicht dabei war.“

Das „Projekt 18“ wurde angenommen, die Gegner wie Ruth Wagner konnten mit ihren Argumenten nicht durchdringen.
Ebenfalls angenommen wurde ein Antrag, die drei Punkte im Parteikürzel, die 1968 auf Anraten einer Werbeagentur eingeführt worden waren, zu entfernen. Aus der F.D.P. wurde die FDP, der Spottname der „Pünktchenpartei“ gehörte der Vergangenheit an.

## Bundesvorstand
Dem Bundesvorstand gehörten nach der Neuwahl 2001 an:
| Vorsitzender                 | Guido Westerwelle |
| Stellvertretende Vorsitzende | Rainer Brüderle, Walter Döring, Jürgen Möllemann |
| Schatzmeister                | Günter Rexrodt |
| Beisitzer im Präsidium       | Sabine Leutheusser-Schnarrenberger, Birgit Homburger, Martin Matz |
| Generalsekretärin            | Cornelia Pieper |
| Beisitzer im Bundesvorstand  | Gisela Babel, Daniel Bahr, Hans-Artur Bauckhage, Jorgo Chatzimarkakis, Mehmet Daimagüler, Ulrike Flach, Jörg-Uwe Hahn, Barbie Haller, Christoph Hartmann, Helmut Haussmann, Ulrich Heinrich, Walter Hirche, Burkhard Hirsch, Werner Hoyer, Claus Jäger, Gerry Kley, Silvana Koch-Mehrin, Jürgen Koppelin, Hans Kreher, Horst Krumpen, Wolfgang Kubicki, Rudolf Lange, Ina Lenke, Markus Löning, Jan Mücke, Andreas Pinkwart, Alexander Pokorny, Sebastian Ratjen, Carl-Ludwig Thiele, Dieter Thomae, Jürgen Türk, Ruth Wagner, Holger Zastrow |
| Ehrenvorsitzende             | Hans-Dietrich Genscher, Otto Graf Lambsdorff, Walter Scheel |